# Yevhen Kryvosheitsev
Yevhen Kryvosheitsev –en ucraniano, Євген Кривошейцев– (Odesa, URSS, 11 de agosto de 1969) es un deportista ucraniano que compitió en escalada, especialista en la prueba de velocidad. Ganó dos medallas en el Campeonato Mundial de Escalada, plata en 1997 y bronce en 1993.

## Palmarés internacional
| Campeonato Mundial | Campeonato Mundial  | Campeonato Mundial | Campeonato Mundial |
| Año                | Lugar               | Medalla            | Prueba             |
| ------------------ | ------------------- | ------------------ | ------------------ |
| 1993               | Innsbruck (Austria) | Medalla de bronce  | Velocidad          |
| 1997               | París (Francia)     | Medalla de plata   | Velocidad          |